# Rejtélyek kalandorai
A Rejtélyek kalandorai (eredeti cím: Mysterious Ways)egy kanadai-amerikai koprodukcióban készült misztikus sci-fi televíziós sorozat, melyet Peter O’Fallon alkotott meg. A sorozat első epizódját 2000. július 24-én sugározták és alig két évad után, 2002 közepén levették a műsorról. Magyarországon először az RTL Klub mutatta be 2004. május 2-án, majd 2005-ben az AXN, később pedig az AXN Sci-Fi és az azt leváltó AXN Black is műsorra tűzte.
A sorozat főszereplői Declan Dunn (Adrian Pasdar), az oregoni egyetem antropológia professzora, Miranda Feigelsteen (Alisen Down) az egyetem fizika tanszékének hallgatója és Declan asszisztense, valamint dr. Peggy Fowler (Rae Dawn Chong) a közeli kórház pszichiátere. Declan amolyan városi Indiana Jones módjára kutatja a rejtélyes eseményeket (szellemek megjelenése, reinkarnáció stb.) és racionális magyarázatot keres rájuk. A kutatásban segítségére van Miranda. Peggy a sorozat első részében csöppen bele a kis csapat kutatásaiba és mint a szkeptikus racionalista ellensúlyozza Declannek a megfoghatatlan iránti lelkesedését.

## Szereplők
| Szerep              | Színész               | Magyar hang  |
| ------------------- | --------------------- | ------------ |
| Declan Dunn         | Adrian Pasdar         | László Zsolt |
| Miranda Feigelsteen | Alisen Down           | Kéri Kitty   |
| Dr. Peggy Fowler    | Rae Dawn Chong        | Vándor Éva   |
| Miranda Feigelsteen | Alisen Down           | Kéri Kitty   |
| Shannon             | Lynda Boyd            | Fehér Anna   |
| Matt                | Devin Douglas Drewitz | Szűcs Balázs |
| Dr. Winslow Gale    | Ken Pogue             | Makay Sándor |
| Hal Nolan           | Myron Natwick         | Áron László  |

## Epizódlista
1. évad:

01 : A mélység titka (Amazing Grace)

02 : A médium (The Gray Lady)

03 : Érintésben a szerencse (The Midas Touch)

04 : Mélyen az erdőben (Camp Sanopi)

05 : Mentőangyalok (Spirit Junction)

06 : Különös hasonlóság (Twins)

07 : A titokzatos hang (Crazy)

08 : Láthatatlan kötelék (The Ties That Bind)

09 : Démoni ügy (Demons)

10 : A sebezhetetlen (Crystal Clear)

11 : Visszanéz a halál (Stranger in the Mirror)

12 : Lesújtó jóslat (Handshake)

13 : Kísértetek pedig vannak (Intentions)

14 : A madonna könnye (Reason to Cry)

15 : Két döntés (The Greater Good)

16 : Tegnap (Yesterday)

17 : A jövendőmondó (19A)

18 : Villámcsapás (Strike Two)

19 : Halálos barát (Dead Dog Walking)

20 : Hát nem csodálatos? (Wonderful)

21 : Szemfényvesztés (Do You See What I See?)

22 : Feltámadás (John Doe #28)
2. évad:

01 : Főnix (Phoenix)

02 : Isteni eredet (One of Us)

03 : A gyógyító (Pure of Heart)

04 : Nem könnyű meghalni (Condemned)

05 : Elveszett lelkek (Lost Souls)

06 : A titokzatos telefonáló (Spike)

07 : A csodagyermek (Child of Wonder)

08 : Pánikban (29)

09 : Megérzés (Love's Divine)

10 : Tökéletes fantomkép (The Big Picture)

11 : Ébredés (A Time to Every Purpose)

12 : A csodadoktor (Doctor in the House)

13 : Az utolsó tánc (The Last Dance)

14 : Szabad lélek (Free Spirit)

15 : Az élet tüze (Spark of Life)

16 : Arc a tömegben (Face in the Crowd)

17 : A múltban élő ember (Logan Miller)

18 : Barát a bajban (Friends in Need)

19 : Páratlan prédikátor (A Man of God)

20 : Boszorkányok pedig vannak (MUTI)

21 : Hangtalanul (Listen)

22 : Égi áldás (Something Fishy)